# تکنولوژی آشکارساز دستکاری
آشکارساز دستکاری (به انگلیسی: Tamper-evident) فرایند یا دستگاهی را توصیف می‌نماید که دسترسی غیرمجاز به اشیاء محافظت‌شده را به سادگی تشخیص می‌دهد. مهر زدن، نشانه‌گذاری یا سایر تکنیک‌ها ممکن است نشانگر دستکاری باشند.

## دستکاری
دستکاری شامل جعل و تغییر عمدی اطلاعات، محصول، بسته یا یک سیستم می‌باشد. راه‌حل‌ها ممکن است شامل تمامی مراحل تولید، توزیع، تدارکات، فروش و استفاده باشد. هیچ راه‌حل تنهایی را نمی‌توان به عنوان ضد دستکاری‌سازی(tamper proof) در نظر گرفت. اغلب باید چندین سطح امنیتی برای کاهش خطر دستکاری در نظر گرفته شود.
برخی ملاحظات ممکن است شامل موارد زیر باشد:
- شخص دستکاری‌کنندهٔ نهفته را مشخص کند و سطح دانش، مواد، ابزار و غیره که ممکن است داشته باشد را تشخیص دهد.
- تمامی روش‌های ممکن دسترسی غیرمجاز به محصول، بسته یا سیستم را تشخیص دهد. علاوه بر روش‌های اولیه ورودی، روش‌های ثانویه و مخفی را در نظر بگیرد.
- دسترسی به محصولات یا سیستم‌های مورد علاقه را کنترل یا محدود کند.
- عملیات ضد دستکاری‌سازی را با سخت‌تر کردن و وقت‌گیر کردن دستکاری بهبود بخشد.
- ویژگی‌های آشکارساز دستکاری را برای کمک کردن به شناسایی وجود دستکاری اضافه کند.
- به مردم آموزش داده شود تا بتوانند شواهد دستکاری را شناسایی کنند.
- مدت زمانی برای دستکاری وجود دارد. به‌طور ویژه، در هنگام انتقال، هر کسی که قصد دستکاری کالاها، وسایل گران‌بها، پول نقد و اسناد محرمانهٔ محافظت شده با آشکارساز دستکاری را دارد، فقط زمان کوتاهی در حد چند دقیقه فرصت دارند تا کشف نشوند. این کار دشوار و غیرممکن به نظر می‌رسد که برای بازکردن بسته‌بندی، بررسی یا حذف موارد و بسته‌بندی دوباره به حالتی که دستکاری نشده باشند، بتوانند وقت کافی داشته باشند.

## مهر و موم و امضا
طرح‌های آشکارساز دستکاری، ویژگی نامه از زمان بسیار قدیم بودند. اغلب با استفاده از موم، خشت یا مهر فلزی استفاده می‌کردند تا نشان دهند نامه باز نشده‌است. به عنوان مثال حلقه‌های مهر و مومی رومی، برای شخصی که صاحب آن بود، منحصربه‌فرد بودند و این حلقه به یک مهر داغ فشرده می‌شد تا یک امضا شکل بگیرد و شخص دیگر که قصد امضای دوبارهٔ نامه را داشت نتواند به راحتی از آن کپی کند.
شیوه‌های مشابه امروزه نیز ادامه دارند، از قبیل پاکت‌نامه‌ها که برای بسته‌بندی چک‌ها به دقت طراحی شده‌اند. در قراردادهای قانونی مدرن، معمولاً هر صفحه به‌طور جداگانه‌ای شروع شده و شماره‌گذاری شده‌است که موجب می‌شود هرگونه اضافه کردن یا حذف صفحات قابل شناسایی باشد. در همین حین، بیشتر چک‌ها ویژگی‌های منطقی برای غلبه بر دستکاری و کپی کردن دارند (این موارد اغلب در پشت چک آورده می‌شود).
تکنسین‌های آژانس امنیت ملی هولوگرافی‌ها و برچسب‌های منشوری ضد دستکاری را طراحی کردند که برای کپی کردن سخت می‌باشند.
مهرهای امنیتی معمولاً در دستگاه‌هایی مانند ماشین‌های رای‌گیری الکترونیکی استفاده می‌شوند تا دستکاری مشخص شود. اما آزمایش کردن توسط آزمایشگاه ملی آرگون و دیگران نشان می‌دهد که مهر و موم‌های موجود، معمولاً، سریعاً توسط فرد آموزش دیده با روش‌های سطح پایین شکست می‌خورد. آن‌ها ایده‌هایی در مورد اقدامات متقابل ارائه می‌دهند و در مورد گزینه‌های امیدوارکنندهٔ مهرهای ضد آشکارسازی، تحقیق می‌کنند.

## بسته‌بندی محصول

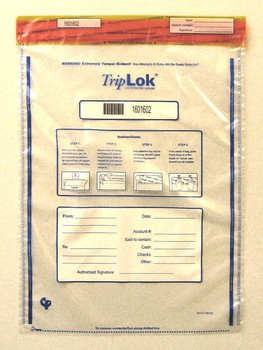
پاکت‌های ارزی آشکارساز دستکاری، یک مهر و موم دارند که اگر بسته دستکاری شود، آن را نشان می‌دهد.

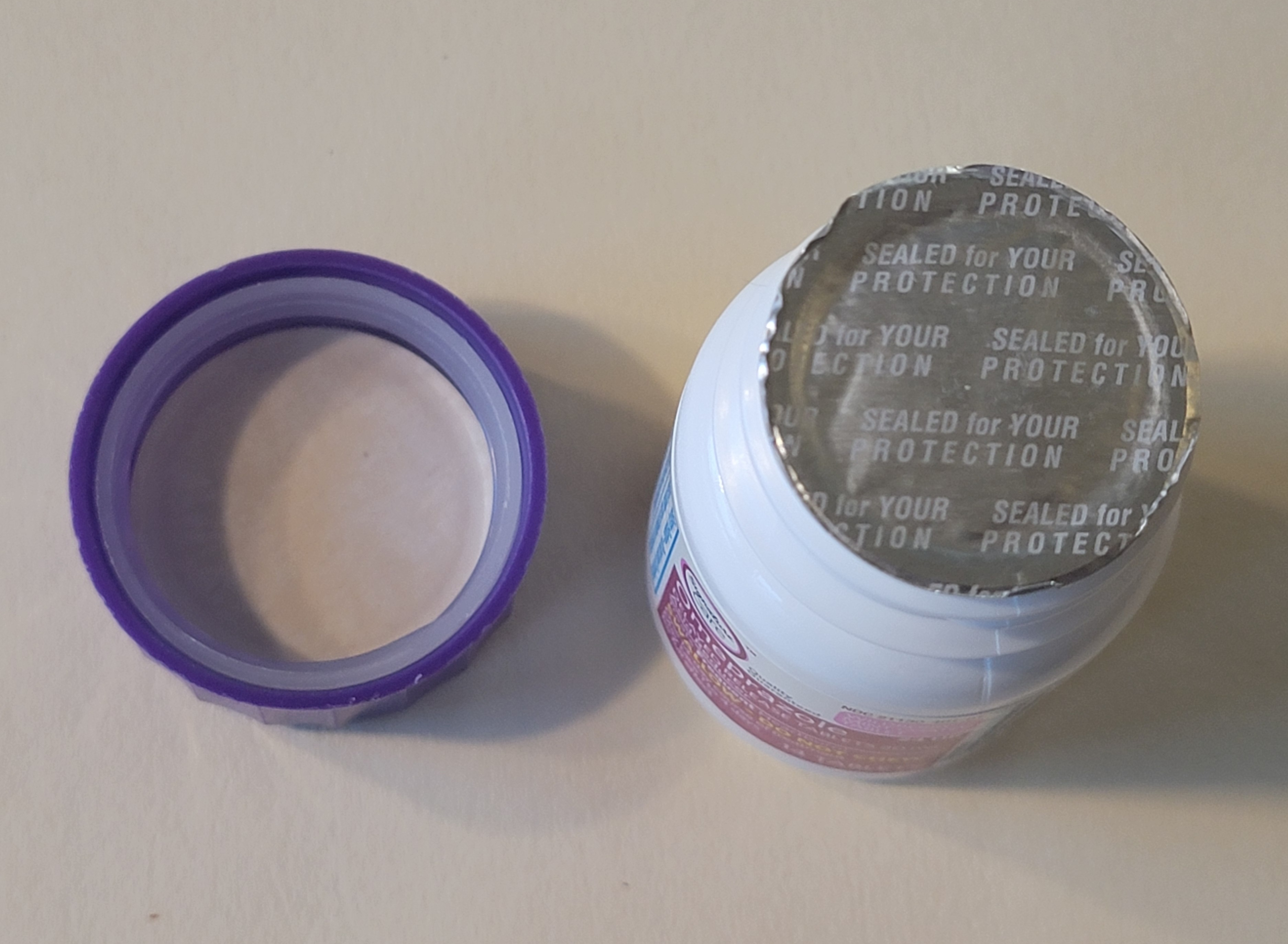
یک مهر و موم فویلی داخل در یک بطری

طرح آشکارساز دستکاری احتمالاً در مرحلهٔ دسته‌بندی و برچسب زدن محصول بیشتر ظاهر می‌شود و می‌تواند بسیار مهم باشد که محصول قبل ترک کارخانه دست‌نخورده باشد.
قوطی‌های غذای کودک از اولین موارد پرخطر هستند به طوری که تولیدکننده‌ها توسط افرادی که مدعی بودند سموم متفاوتی به غذای بچه‌ها اضافه کردند ودر قفسه‌های سوپرمارکت جایگذاری کردند، اخاذی شده‌اند. میزان کالایی که نیاز است از بین برود (زیرا غیرممکن است که بگوییم کالای مورد نظر دستکاری شده‌است) و تهدید و ترس از افکار عمومی، بدین معناست که اصول طراحی آشکارساز دستکاری، توانایی صرفه جویی پول زیادی در آینده دارد.
قوطی‌های مواد غذایی، سپس با یک سرپوش فلزی با گیرهٔ حباب مانند به سمت بالا، که به عنوان دکمهٔ ایمنی شناخته می‌شوند (مانند سرپوش قوطی میسون)، ظاهر شدند. اگر قوطی باز باشد، دکمه بالا کشیده شده‌است و در غیر این صورت، صاف می‌ماند. به مشتریان توصیه می‌شود که هیچ‌گاه محصولی که سرپوش آن بالا است نخرند (این سرپوش‌ها اگر باکتری‌های درون قوطی گاز تولید کنند نیز بالا می‌روند که یک ویژگی ایمنی اضافه است) احتمالاً مهر و موم کردن با بسته‌بندی در یک فضای کم فشار به دست می‌آید. اگرچه کارخانه‌ها تمایلی به افشا کردن جزئیات ندارند.
قوطی‌های جدیدتر مواد غذایی، تمایل به بسته‌بندی پلاستیکی اطراف لبهٔ در دارند. هنگامی که باز می‌شود این پلاستیک برداشته می‌شود. گرچه طراحی سرپوش‌های بهاری هنوز هم در حال استفاده است.
هم‌چنین بسته‌بندی آشکارساز دستکاری برای محافظت از فروشگاه‌ها گسترش یافته‌است. برخی از برچسب‌های مقیاس‌بندی برای گوشت‌ها و محصولات اغذیه‌فروشی وجود دارد که اگر برداشته شوند، پاره می‌شود و مشخص است.
بحران Tylenol در سال ۱۹۸۲ شامل داروهای بدون نسخه می‌شود. با توجه به مقررات FDA، بسیاری از تولیدکنندگان مواد غذایی و دارویی (و همانند دیگر محصولات) اکنون از مهر و موم القایی و سایر وسایل خاص برای کمک به ارائه شواهدی در مورد دستکاری استفاده می‌کنند. اجزای جدا کننده‌ای که نمی‌توان دوباره وصل شوند، مفید هستند. مهر و مومهای سنتی، نوارهای امنیتی، برچسب‌ها، تگ‌های RFID و غیره گاهی اضافه می‌شوند.
اپیدمی فعلی سوء مصرف از دارو و مواد مخدر منجر به جستجوی استراتژی‌های آشکارسازی دستکاری برای محافظت خطوط مرکزی عروقی شده‌است. مصرف‌کنندگان مواد که مواد را به رگ‌هایشان تزریق می‌کنند، اغلب عفونت‌های دریچهٔ قلب، کبد، استخوان، ریه و بقیهٔ اندام‌ها را می‌گیرند. درمان این عفونت‌ها نیازمند مصرف چندین هفته آنتی‌بیوتیک داخل رگی است. در طی دوره درمان، این بیماران می‌توانند از خط مرکزی داخل رگی یا خط مرکزی الحاقی جانبی (PICC) برای تزریق مواد مخدر یا داروهای غیرمجاز استفاده کنند. شواهدی وجود دارد که اعمال کردن دستگاه آشکارساز دستکاری به خط مرکزی می‌تواند باعث بازداشتن از استفادهٔ غیرقانونی خط شود.
بسته‌بندی امنیتی برای مدارک جرم مورد نیاز است. آیتم‌ها تا زمانی که در مراحل قانونی ثبت نشدند، باید در حالت دست نخورده باقی بمانند.
بسته‌بندی‌هایی که به صورت خشن باز و پاره می‌شوند یا به‌طور دیگر نمی‌توانند به راحتی دوباره مهر و موم شوند، بعضی اوقات برای کمک به شناسایی دستکاری استفاده می‌شوند.
اغلب از چندین لایه یا نشانگرهای اضافه استفاده می‌شود زیرا هیچ تک لایه یا دستگاهی نشان‌دهندهٔ ضد دستکاری‌سازی نیست. باید به نشانگرهای سنتی منحصر به فرد توجه شود (باید مرتباً به علت آن که این موارد در معرض جعل قرار دارند، تغییر کند).
کاربران نهایی و مصرف‌کنندگان باید برای نشانه‌های دستکاری، هم در روش‌های اولیهٔ ورودی و هم در مکان‌های ثانویه یا مخفی بسته‌بندی آموزش دیده باشند.

## کارت‌های اعتباری، پول، تمبر، کوپن
از نظر دانش مالی، طرح آشکارساز دستکاری با بسیاری از تکنیک‌های ضد جعل، به عنوان راه‌هایی که ژتون‌های تقلبی را شناسایی می‌کند، همپوشانی دارد.
به‌طور مثال تمبرهای پستی ممکن است حاوی لایه‌ای از جوهر بازتابنده فرابنفش باشند به طوری که تحت فشار تغییر می‌کنند. سپس ماشین نشانه‌گذاری پست، یک اثر فرابنفش قابل رویت و هم‌چنین اثر جوهری که تلاش‌ها برای استفادهٔ مجدد تمبر را تشخیص می‌دهد، بر جای می‌گذارد.
در همین راستا، برچسب‌های شماره‌گذاری دارایی برای تجهیزات شرکت (رایانه‌های شخصی و مانند آن) اغلب به گونه‌ای طراحی شده‌اند که اگر برچسب کنده شود اثری از شمارهٔ سریال یا کلمهٔ “پوچ" برجای بگذارند. با این وجود، این روش با گرم کردن برچسب‌ها با استفاده از سشوار، شکست می‌خورد، برچسب‌ها قابل انعطاف‌تر می‌شوند و راحت‌تر کنده می‌شوند (قابلیت استفادهٔ مجدد دارند).
برچسب‌های مالیاتی جاده و برچسب‌های قیمتی، اغلب آشکارساز دستکاری هستند، بدین معنا که نمی‌توان آن‌ها را یکباره و در طی یک قطعه برداشت. این امر باعث می‌شود که انتقال یک برچسب مالیاتی از یک ماشین به ماشین دیگر یا کندن برچسب قیمتی از یک کالای ارزان و اعمال کردن مجدد آن بر روی یک کالای گران، دشوار باشد.
پول، یک آشکارساز دستکاری است به این معنا که تولید توکن مالی بدون مجوز، حتی برای توکن‌های با ارزش پایین، باید دشوار باشد. به‌طور مثال، جعل کنندگان، ممکن است که جوهر را از یک اسکناس پاک کنند و تصویر یک اسکناس با ارزش بالاتر را برروی آن چاپ کنند لذا بدین صورت کاغذ اسکناسی که به دقت محافظت شده‌است و در حالت معمولی دستیابی به آن بسیار سخت است، در اختیارشان قرار می‌گیرد. این شاید یکی از دلایلی باشد که بسیاری از کشورها از کاغذ اسکناس‌هایی با اندازه‌های متفاوت استفاده می‌کنند که این اندازه‌ها با توجه ارزششان، صعودی می‌شوند. یک اسکناس ۵ پوندی که توسط بانک انگلیس صادر می‌شود بسیار کوچکتر از اسکناس ۵۰ پوندی است و بنابراین نمی‌توان از آن برای ایجاد اسکناس ۵۰ پوندی استفاده کرد.

## امنیت فیزیکی
وجود وسایل فیزیکی آشکارساز دستکاری، در تأسیسات رایانه‌ای معمول است، به‌طور مثال، سیم‌کشی شبکه اغلب از یک مجرای شفاف عبور می‌کند و سوئیچ‌ها در کابینت‌های شیشه‌ای قرار داده می‌شوند تا اگر دستگاه غیرمعمولی به شبکه متصل شود، به راحتی قابل مشاهده باشد.
برخلاف دسترس‌پذیری آسان به کی‌لاگرهای مینیاتوری، طرح‌های آشکارساز دستکاری در رایانه‌های شخصی استفاده نمی‌شوند. در حالیکه کیس‌های رایانه‌ای و صفحه‌کلیدهای شفاف، رایج هستند، آن‌ها به‌طور عمده از لحاظ مقاصد تزئینی نسبت به مقاصد امنیتی، استفاده می‌شوند. بسیاری از رایانه‌های شخصی یک سوئیچ دارند که بازشدن کیس را تشخیص می‌دهد و هنگامی که رایانه روشن می‌شود یک اخطار تصویری ارائه می‌دهد که کیس اخیراً باز شده‌است. در هر صورت، مدت‌هاست که امکان پیچیده کردن دستکاری وسایل الکترونیکی از طریق مهر و موم کردن آن‌ها با چسب آشکارساز دستکاری یا موم آب‌بندی وجود دارد. از طرف دیگر، می‌توان دستگاه‌های هشداردهندهٔ کنترل‌شده با رادیو (که یک هشدار بی سر و صدا را انتقال می‌دهند) نصب کرد یا کیس‌ها را می‌توان طوری چسب زد که تلاش برای دستکاری منجر به کج شدن یا شکستن کیس شود.
سامانه‌های اعلام حریق و دیگر سوئیچ‌های اضطراری معمولاً غیرقابل برگشت هستند یعنی یک شیشه دارند که برای فعال کردن هشدار، باید شکسته شوند. به‌طور مثال، دکمهٔ وحشت در سیستم‌های دزدگیر ممکن است نیاز به یک کلید پلاستیکی داشته باشند تا سوئیچ دوباره تنظیم شود.
به همان روش مشابه با سامانه‌های اعلام حریق، بسیار از دستگیره‌ها و اهرم‌های اضطراری یا دستگیره‌هایی که نباید به‌طور عادی باز شوند، توسط یک مهر و موم امنیتی فلزی یا پلاستیکی نازک بسته می‌شوند. نه تنها برای عدم جلوگیری از استفادهٔ دستگیره (در زمان مقرر) بلکه برای هشدار به پرسنل تعمیر و نگه‌داری/امنیتی که در واقع از دستگیره استفاده شده‌است، مهر و موم نازک است. در بسیاری از اوقات، کانتینرهای بزرگ حمل و نقل دریایی دارای یک حلقه یا مهر و مومی که در بندر مبدأ به آن‌ها متصل‌شده، هستند. پس از مسافرت در دریا (احتمالاً همچنین از طریق زمین)، کانتینرها به مقصد خود می‌رسند و در آن‌جا کانتینرها بررسی می‌شوند که آیا مهر و موم‌ها در جای مناسب خود قرار دارند (در مقابل فهرستی از زوج کانتینر/مهر و موم).
در کار پلیس، تکنیک‌های آشکارساز دستکاری باید اغلب استفاده شوند تا از دسترسی به مدارک محافظت کند و روش‌هایی برای ذخیره‌سازی اقلام و نمونه‌ها به طریقی که می‌شود اثبات کرد که پس از جمع‌آوری مدارک، تغییری در آن رخ نداده‌است ارائه دهند. می‌توان استدلال کرد که دوربین‌های مدار بسته عملکرد مشابه‌ای در برخورد با مظنونان انجام می‌دهند. همچنین می‌توان به سیستم‌های ویدیویی با استفاده از برچسب زمانی‌ای که توسط یک ساعت مورد اطمینان تولید می‌شود، ویژگی‌های آشکارساز دستکاری را بخشید.

## سیستم‌های رایانه‌ای
در اصطلاحات رمزنگاری، توابع درهم‌ساز رمزنگاری و امضاهای رمزنگاری برای اضافه کردن یک لایهٔ حفاظت آشکارساز دستکاری که اغلب به‌عنوان امضای الکترونیکی از آن یاد می‌شود.
درایوهای دیسک کامل رمزنگاری شدهٔ سخت‌افزاری از کیس‌های آشکارساز دستکاری استفاده می‌کنند، بنابراین هنگام بازیابی، مالک مطمئن می‌شود که داده‌ها به خطر نیفتاده‌اند لذا از انجام کارهای پرهزینه مانند اطلاع‌رسانی به صاحبان داده‌ها جلوگیری می‌شود.
از سند، ایمیل یا فایلی که باید محافظت شود، برای تولید یک تابع هش امضاشده که عدد تولیدشده از محتوای سند است، استفاده می‌شود. هرگونه تغییری در سند، هرچند بی‌اهمیت مانند تغییر تنها یک بیت از ۱ به ۰، منجر به ایجاد هش متفاوتی می‌شود که امضا را نامعتبر می‌کند. با فرض آن‌که تابع هش و برنامه‌ای که آن را اجرا می‌کند به‌طور مناسبی طراحی شده باشند، تغییر یک سند در حالی که همان هش را حفظ کند کار بسیار مشکلی است. اثر بهمن و تصادم هش را نگاه کنید.